# Santuario di Nostra Signora della Vittoria (Lecco)
Il Santuario Beata Vergine della Vittoria è un luogo di culto cattolico di Lecco, situato in via Azzone Visconti, nei pressi del centro della città.
Fu eretto in memoria dei caduti durante la Grande Guerra, infatti la campana della torre scocca ogni giorno alle sette di sera per commemorare le vittime della guerra.

## Storia
Il terreno su cui si trova il santuario fu acquistato da Luigi Vismara in seguito alla donazione di Domenica Dionisi.
Il progetto fu affidato all'architetto Piero Palumbo. Il direttore dei lavori fu l'ingegnere Pietro Amigoni che, il 28 settembre del 1918, fece posare la prima pietra. La chiesa fu consacrata il 5 novembre 1932 dal cardinale Alfredo Ildefonso Schuster.
Nel 1937 il cardinale Schuster ha elevato la chiesa in rettoria affidandone il governo spirituale ai padri oblati.
Il 4 novembre del 1940 fu benedetto il campanile ideato dallo stesso Piero Palumbo; trentadue anni dopo fu consacrato il nuovo altare maggiore progettato dall'architetto don Gaetano Banfi.

## Descrizione

### Esterno
L’edificio è in stile neoromanico con una facciata a capanna, preceduta da un pronao a pilastri quadrangolari e da architravi, che congiungono i tre ingressi con una struttura laterale concepita come battistero.
Il progetto dell'architetto prevedeva un contrasto derivato dall'alternanza di blocchi di granito bianco e pietre nere.
Le pietre provengono da Prada, nei dintorni di Chiavenna e il granito proviene dalle cave di Samolaco e di Chiavenna.
La copertura è sorretta da grandi incavallature in cemento armato.
Mentre i pilastri, gli archi, le cornici in mattoni scoperti e i capitelli in pietra viva costituiscono un elemento suggestivo dell'ambiente che impone un senso di grandiosità e di raccoglimento. 
Il campanile è alto 61 m e riprende i motivi di contrasto della facciata; si erge su una platea nervata in calcestruzzo che misura 13.20 m di lunghezza e 1,60 m di altezza. Sulla sommità della torre campanaria è situata una croce ferrea di tre metri, all'interno della quale viene custodita la preziosa reliquia della Vera Croce, chiusa in un cofanetto di rame circondato da quattro liste di pergamene firmate da numerosi cittadini lecchesi. Ogni sera, alle sette, viene fatta suonare la campana, per il ricordo dei caduti della prima guerra mondiale.

### Interno
Il santuario è composto da un'unica navata, terminante con un presbiterio absidato, e da cappelle laterali semicircolari.
Il progetto originale prevedeva larghi rivestimenti lapidei e marmorei costituenti grandi pareti murarie completamente disadorne le quali conferiscono all'ambiente un carattere di semplicità grandiosa.
Il pavimento è formato da un'impalcatura fatta di cemento armato, continua, rigida e calcolata per sopportare grandi pesi pur lasciando posto sotto di sé ad ampi sotterranei. 
L'altare, con gradini grezzi di getto, è costituito da un'unica lastra marmorea sostenuta da piastri di serpentino e appoggiata ad una rustica struttura; inoltre l'Altare Maggiore comprende il Ciborio e la croce neomedievale sagomata.
Inoltre da parte all'altare si trova l'ambone in stile paleocristiano su cui sono stati rappresentati i quattro simboli degli evangelisti.
La cripta, dedicata alla memoria dei Caduti lecchesi, possiede un aspetto severo e monumentale, grazie ad un rivestimento in granito. Alla base delle gradinate d'accesso sono dipinte quattro figure di angeli vigilanti.

### Opere ed affreschi
Nonostante le volte siano prive di affreschi e l'abside risulti quasi completamente spoglia, il santuario è riccamente decorato con opere artistiche, situate sulle pareti delle cappelle laterali, ed affreschi.
Tra le principali opere troviamo:
- Il Compianto del Cristo morto, olio su tela, datata 1660 ca.
- La Paletta della Vittoria, olio su tela, datata 1530 ca.
- Lo Sposalizio mistico di Santa Caterina d’Alessandria, olio su tela, databile inizio sec. XVII.

Tra i principali affreschi possiamo evidenziare:
- I due affreschi di stile cinquecentesco dell'abside portico a destra, raffiguranti La Madonna con Bambino e San Rocco e san Lorenzo.
- Gli affreschi del Ciclo della Passione sulla cappella della Crocefissione.
- L'affresco dell' Incontro tra Cristo e la Veronica nella cappella delle Confessioni.[5]